# Svatý Kříž (přírodní památka)
Svatý Kříž je přírodní památka při jihozápadním okraji obce Chvalšiny v okrese Český Krumlov. Chráněné území zaujímá spodní partie západního a severního úbočí vrchu Svatý kříž (647 m) v Šumavském podhůří (podcelek Prachatická hornatina, okrsek Chvalšinská kotlina).
Důvodem vyhlášení přírodní památky je ochrana vegetace širokolistých teplomilných trávníků, mezických porostů, mozaiky křovin, remízků, náletových dřevin a polokulturních lesů s výskytem významných a chráněných druhů rostlin a živočichů, ochrana druhů a stanovišť evropsky významné lokality Svatý Kříž. Jde o jedno z míst, kde roste kriticky ohrožený poddruh hořeček mnohotvarý český (Gentianella praecox subsp. bohemica).
Území přírodní památky je součástí evropsky významné lokality Svatý Kříž o rozloze 8,3988 ha.